# Acraea anacreontica
Acraea anacreontica är en fjärilsart som beskrevs av Grose-smith 1898. Acraea anacreontica ingår i släktet Acraea och familjen praktfjärilar. Inga underarter finns listade i Catalogue of Life.